# Lasalleola obsona
Lasalleola obsona är en stekelart som beskrevs av T.C. Narendran 2003. Lasalleola obsona ingår i släktet Lasalleola och familjen finglanssteklar. Inga underarter finns listade i Catalogue of Life.